# Prairies, savanes et terres arbustives tropicales et subtropicales
Pour les articles homonymes, voir Prairie.
Localisation
Les prairies, savanes et terres arbustives tropicales et subtropicales forment un biome terrestre de la WWF constitué des formations végétales de type herbacé des régions tropicale et subtropicale. Cet habitat se caractérise par des précipitations annuelles de l'ordre de 90 à 150 cm, ce qui est insuffisant pour maintenir un couvert arboré étendu. Ces régions peuvent être parsemées d'arbres (« savanes »), d'arbustes (« brousses ») ou entièrement dominées par les herbes (« prairies »). Bien que présent sur tous les continents, ce biome est surtout représenté en Afrique (écozone afrotropicale) et en Amérique du Sud (écozone néotropicale).

## Description
Les prairies sont dominées par les graminées et d'autres plantes herbacées. Les savanes sont des prairies avec des arbres dispersés. Les terres arbustives sont dominés par des arbustes ligneux ou herbacé.
Ces grandes étendues de terre dans les tropiques ne reçoivent pas assez de précipitations pour supporter une couverture forestière étendue. En effet, les prairies tropicales et subtropicales, les savanes et les terres arbustives sont caractérisées par des précipitations de 90 à 150 centimètres par année. Les précipitations peuvent être très saisonnières, les précipitations de l’année entière pouvant parfois survenir en seulement quelques semaines.
Les savanes africaines se trouvent entre les régions forestières ou boisées et les régions herbeuses. La flore comprend les acacias et les baobabs, l’herbe et les arbustes bas. Les acacias perdent leurs feuilles pendant la saison sèche pour conserver l’humidité, tandis que le baobab stocke l’eau dans son tronc pendant la saison sèche. Beaucoup de ces savanes sont en Afrique.
Les grands mammifères qui ont évolué pour profiter de l’abondance de fourrage caractérisent la biodiversité associée à ces habitats. Ces grands mammifères fauniques sont les plus riches des savanes et des prairies africaines. Les assemblages les plus intacts se trouvent actuellement dans les savanes d’acacia d’Afrique de l’Est et les savanes zambéziennes composées de mosaïques de miombo, de mopane et d’autres habitats. La migration à grande échelle des herbivores des savanes tropicales, comme le gnou (Connochaetes taurinus) et le zèbre (Equus quagga), continue de diminuer par la modification de l’habitat et la chasse. Elles ne se produisent aujourd’hui qu’à un degré significatif en Afrique de l’Est et dans la région centrale du Zambèze. Une grande partie de l’abondance extraordinaire des savanes guinéennes et sahéliennes a été éliminée, bien que les migrations à grande échelle de Kob ougandais se produisent encore dans les savanes de la région du Sudd. Le type de climat du Soudan est caractérisé par une saison alternant chaud et pluvieux, et une saison fraîche et sèche. Dans l’hémisphère Nord, la saison des pluies chaudes commence normalement en mai et dure jusqu’en septembre. Les précipitations varient de 25 cm à 150 cm et sont généralement peu fiables. Le reste de l’année est frais et sec. Les précipitations diminuent lorsqu’on se dirige vers le nord dans l’hémisphère Nord ou vers le sud dans l’hémisphère Sud. La sécheresse est très fréquente.

## Occurrence
Les prairies tropicales et subtropicales, les savanes et les terres arbustives se trouvent sur tous les continents sauf l'Antarctique. Ils sont très répandus en Afrique, mais sont également présents dans toute l’Asie du Sud et l’Asie du Sud-Est, les parties nord de l’Amérique du Sud et l’Australie du Nord, et le sud des États-Unis.

## Écorégions
| Écozone afrotropicale                                                         | Écozone afrotropicale                                                                                               |
| ----------------------------------------------------------------------------- | --- |
| Broussailles et prairies de l'ìle de l'Ascension                              | (Île de l'Ascension)                                                                                                |
| Broussailles et prairies de Sainte-Hélène                                     | (Sainte-Hélène) |
| Bush de l'Afrique du Sud                                                      | (Botswana, Afrique du Sud, Zimbabwe)                                                                                |
| Bush et fourrés à Acacia et Commiphora du Nord                                | (Éthiopie, Kenya, Soudan, Ouganda)                                                                                  |
| Bush et fourrés à Acacia et Commiphora du Sud                                 | (Kenya, Tanzanie)                                                                                                   |
| Formation buissonnante et fourré décidus à Acacia et Commiphora de la Somalie | (Érythrée, Éthiopie, Kenya, Somalie, Soudan)                                                                        |
| Forêts claires à Acacia et Baikiaea du Kalahari                               | (Botswana, Namibie, Afrique du Sud, Zimbabwe)                                                                       |
| Forêts claires à Baikiaea du Zambèze                                          | (Angola, Botswana, Namibie, Zambie, Zimbabwe)                                                                       |
| Forêts claires à Mopane de l'Angola                                           | (Angola, Namibie)                                                                                                   |
| Forêts claires à Mopane du Zambèze                                            | (Botswana, Malawi, Mozambique, Namibie, Afrique du Sud, Eswatini, Zambie, Zimbabwe)                                 |
| Fourrés d'Itigi et de Sumbu                                                   | (Tanzanie, Zambie)                                                                                                  |
| Miombo de l'Angola                                                            | (Angola) |
| Miombo du Sud                                                                 | (Malawi, Mozambique, Zambie, Zimbabwe)                                                                              |
| Miombo oriental                                                               | (Mozambique, Tanzanie)                                                                                              |
| Miombo zambézien central                                                      | (Angola, Burundi, République démocratique du Congo, Malawi, Tanzanie, Zambie)                                       |
| Mosaïque de forêt-savane du bassin du Victoria                                | (Burundi, Kenya, Rwanda, Tanzanie, Ouganda)                                                                         |
| Mosaïque de forêt-savane du Congo du Nord                                     | (Cameroun, République centrafricaine, République démocratique du Congo, Soudan, Ouganda)                            |
| Mosaïque de forêt-savane du Congo du Sud                                      | (Angola, République démocratique du Congo)                                                                          |
| Mosaïque de forêt-savane du Congo occidental                                  | (Angola, République démocratique du Congo, Congo)                                                                   |
| Mosaïque de forêt-savane guinéenne                                            | (Bénin, Cameroun, Gambie, Ghana, Guinée, Guinée-Bissau, Côte d'Ivoire, Nigeria, Sénégal, Togo)                      |
| Mosaïque du plateau Mandara                                                   | (Cameroun, Nigeria)                                                                                                 |
| Prairies volcaniques du Serengeti                                             | (Tanzanie) |
| Prairies zambéziennes occidentales                                            | (Angola, Zambie) |
| Savane sahélienne à Acacia                                                    | (Burkina Faso, Cameroun, Tchad, Érythrée, Éthiopie, Mali, Mauritanie, Niger, Nigeria, Sénégal, Soudan)              |
| Savane soudanienne occidentale                                                | (Bénin, Burkina Faso, Gambie, Ghana, Guinée, Côte d'Ivoire, Mali, Niger, Nigeria, Sénégal)                          |
| Savane soudanienne orientale                                                  | (Cameroun, République centrafricaine, Tchad, République démocratique du Congo, Érythrée, Éthiopie, Soudan, Ouganda) |
| Écozone Australasienne                                                        | |
| Mitchell grass downs                                                          | (Australie) |
| Savane et prairies du Trans-Fly                                               | (Indonésie, Papouasie-Nouvelle-Guinée)                                                                              |
| Savane de hautes terres d'Einasleigh                                          | (Australie) |
| Savane tropicale de Brigalow                                                  | (Australie) |
| Savane tropicale de Carpentarie                                               | (Australie) |
| Savane tropicale de la péninsule du cap York                                  | (Australie) |
| Savane tropicale de la Terre d'Arnhem                                         | (Australie) |
| Savane tropicale de Victoria Plains                                           | (Australie) |
| Savane tropicale du Kimberley                                                 | (Australie) |
| Écozone indomalaise                                                           | |
| Savane et prairies du Terraï et des Douars                                    | Bhoutan, Inde, Népal                                                                                                |
| Écozone Néarctique                                                            | |
| Prairies côtières du golfe du Mexique                                         | Mexique, États-Unis                                                                                                 |
| Écozone Néotropique                                                           | |
| Broussailles et prairies de l'ile de Clipperton                               | (France) |
| Chaco humide                                                                  | (Argentine, Brésil, Paraguay)                                                                                       |
| Chaco sec                                                                     | (Argentine) |
| Llanos                                                                        | (Colombie, Venezuela)                                                                                               |
| Savane d'altitude de Campos Rupestres                                         | (Brésil) |
| Savane d'altitude de Córdoba                                                  | (Argentine) |
| Savane d'altitude et forêts claires du Cerrado                                | (Bolivie, Brésil, Paraguay)                                                                                         |
| Savane du Beni                                                                | (Bolivie) |
| Savane guyanaise                                                              | (Brésil, Guyana, Venezuela)                                                                                         |
| Savane uruguayenne                                                            | (Argentine, Brésil, Uruguay)                                                                                        |
| Écozone Océanienne                                                            | |
| Brousses tropicales élevées d'Hawaï                                           | Hawaï |
| Brousses tropicales basses d'Hawaï                                            | Hawaï |
| Maquis du nord-ouest d'Hawaï                                                  | Hawaï |